# 臘八節

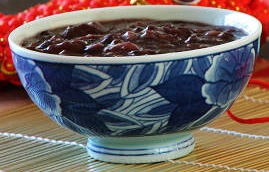
臘八粥

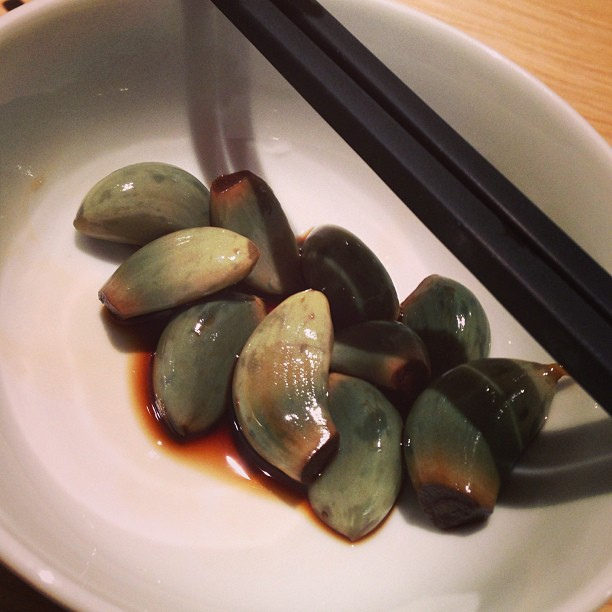
臘八にんにく

臘八節（日本語読み：ろうはちせつ/片仮名読み：ラーバージェ/拼音表記：Làbā Jié）は、中国で陰暦臘月八日（旧暦12月8日）に五穀豊穣を祝い、まもなく春節を迎える準備をする日である。

## 起源
もともと中国古来の伝承で、12月に「臘祭」を祝い、その年の豊作を感謝した。紀元5世紀ごろから、12月8日に祝われることになった。
また、中国仏教の伝承では、釈迦牟尼が苦しい断食の修業中にスジャーターという女性が食べさせてくれた粥で元気が出て、悟りに至ったのがこの日だという。他の伝承では、6年の歳月を毎日1食の断食修業の後にこの日の暁の明星を見て菩提樹のもとで悟りを開き、五穀の入った粥を食べたという伝承に基づいている。

## 中国での風習
臘八粥（ラーバージョウ）と呼ばれる、おもに小豆、緑豆、豌豆、粟、もち米、トウモロコシ、高粱、小麦など、8種類の穀類を入れて甘い味を付けた粥を食べる習慣がある。現在でもこの頃になるとスーパーで臘八粥の材料が売られており、広く祝われている。中国南部では、この習慣は少なくなっている。

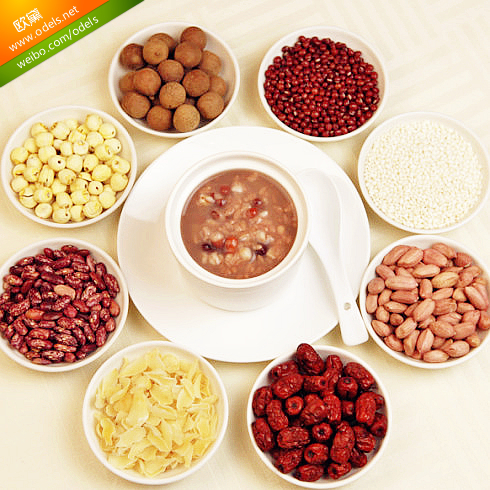
臘八粥に入れる8つの穀物の一例

中国の古い習慣では、臘八節が終わると、旧暦12月23日に竈王節（祭竈節）があり、まもなく大晦日と春節を迎える。

## 沖縄での風習
琉球王国時代からの習慣で、旧暦12月8日には「ムーチー」（餅）を作り、特に子供たちの魔よけとした。